# Sypna samala
Sypna samala är en fjärilsart som beskrevs av Swinhoe 1900. Sypna samala ingår i släktet Sypna och familjen nattflyn. Inga underarter finns listade i Catalogue of Life.